# Лоде, Эдуард Егорович
Эдуард Егорович (Евграфович) фон Лоде (нем. Eduard Philipp Julius von Lode; 1816—1889) — тайный советник, член Учёного комитета Министерства государственных имуществ.
Считался отличным знатоком сельского хозяйства.

## Биография
Родился 19 сентября (1 октября) 1816 года (или 17 сентября). Отец — Егор Карлович фон Лоде (нем. Georg Eduard von Lode; 25.03.1786—10.12.1844), с 1821 года — плац-майор в Санкт-Петербурге, затем — коллежский советник; владелец усадьбы Наволок под Лугой, на берегу Череменецкого озера, похоронен в Череменецком монастыре; мать — Юстина-Эмилия фон Пейкер (Justina Emilie Dorotea von Peucker; 28.06.1788—29.10.1834). Его младший брат Алексей Егорович (19.9.1817—17.10.1888) — генерал-майор с 15 февраля 1870 года.
Учился сначала в Горном кадетском корпусе, а затем на юридическом факультете Санкт-Петербургского университета, который окончил в 1839 году со степенью кандидата. по окончании которого в 1840 году поступил в Петербургскую палату государственных имуществ, в следующем году перешёл в само министерство, где служил непрерывно 49 лет. В 1842 году он был командирован в Остзейский край, а в 1843 году — в Вологодскую губернию для её хозяйственного обозрения; с 1845 года он занимался осушением и благоустройством заболоченных окрестностей Санкт-Петербурга и за отличие в 1849 году был пожалован званием камер-юнкера; в 1851 году он был представителем министерства на всемирной выставке в Лондоне; в 1854 году был назначен председателем астрономической комиссии, а в 1856 году — членом комиссии для начертания правил и форм отчётности по земледельческой части; с 1858 года Лоде состоял членом ряда комиссий: комиссии для рассмотрения и упрощения правил переложения податей, взимавшихся с государственных крестьян; комиссии для составления положения об улучшении быта и устройства помещичьих крестьян; в комиссии по урегулированию земельных отношений удельных и государственных крестьян, для устройства казенных имений в Остзейских губерниях. был произведён 17 мая 1859 года в действительные статские советники.
В 1867 году он участвовал в комитете об улучшении ветеринарной части и о мерах к прекращению скотских падежей, за что получил монаршее благоволение, и в том же году был командирован в Австрию, Пруссию, Францию и Англию для изучения там способов перевозки скота по железным дорогам. Был почётным мировым судьёй Шлиссельбургского уезда.
В последние годы своей жизни Э. Е. Лоде был вице-председателем Петербургского собрания сельских хозяев и занимался вопросами применением торфяного топлива. В 1861 году купил у А. Н. Очкина усадьбу, которую назвал в честь жены Софиевкой. В Санкт-Петербурге имел во владении два каменных дома.
Был награждён многими орденами до ордена Св. Владимира 2-й степени (1878): в 1857 году — Св. Анны 2-й степени, в 1858 — Св. Владимира 3-й степени, в 1864 — Св. Станислава 1-й степени, в 1872 — Св. Анны 1-й степени; 17 апреля 1870 года был произведён в тайные советники.
В апреле 1884 года стал владельцем Московского частного ломбарда.
Скончался в Санкт-Петербурге 3 (15) октября 1889 года. Похоронен на Волковском лютеранском кладбище.

## Семья
Жена — София Васильевна Овандер (1831—1907), дочь генерала Василия Яковлевича Овандера. Их сын — командир 10-го стрелкового полка полковник Владимир Эдуардович фон Лоде (нем. Woldemar Hermoldus Fromhold von Lode; 28.01.1867 — 26.08.1914) был убит в Первую мировую войну в Галиции и награждён посмертно орденом Св. Георгия 4-й степени (09.09.1915)